# Nr. Asmindrup Station
Nørre Asmindrup Station er en jernbanestation i Nørre Asmindrup.
Stationen er sammen med banens øvrige oprindelige stationer tegnet af statsbanernes arkitekt Heinrich Wenck. Dens bygningsmæssige udtryk svarer til andre af Wencks stationer fra perioden, f.eks. Herfølge Station (1908). Taget i brug til indvielsen af Odsherreds Jernbane i 1899. Bygningen repræsenterer et stykke dansk historie og har gennem tiden været centrum for kommunikation og transport. Fremstår i dag i nogenlunde stand. Pakhuset er nedrevet. Stationen ligger centralt placeret i Nr. Asmindrup og har måske derfor ifht. byens størrelse, overraskende mange rejsende. Stationen vil med fordel kunne fredes og det gamle karakteristiske pakhus genopføres.